# Verdrinking
Bij verdrinking sterft een mens of dier aan zuurstofgebrek door contact met een vloeistof. Men spreekt van verdrinking wanneer dit gebeurt door een overvloed aan vloeistof in de longen, of bij verstikking door onderdompeling. 
Verdrinking is al mogelijk in enkele centimeters water. Met name kleine kinderen verdrinken soms al in kleine plasjes water of in een ligbad. Bij dodelijke ongevallen met jongens tussen 1 en 5 jaar is verdrinking de voornaamste oorzaak.

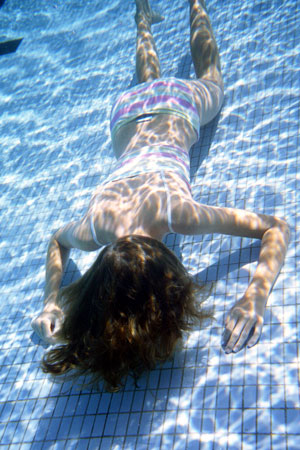
Onderwater-black-out (foto is geënsceneerd).

## Voorkomen
Verdrinken vindt vrijwel altijd plaats in water, hoewel men in principe in iedere vloeistof kan verdrinken. 90% van de verdrinkingen vindt plaats in zoet water, en 10% in zee. Hoewel het een van de meestvoorkomende doodsoorzaken bij (kleine) kinderen is, geldt het ook als een van de meest vermijdbare doodsoorzaken. Twee van de drie slachtoffers is mannelijk. De midden- en lagere inkomenslanden nemen gezamenlijk 96% van alle verdrinkingen voor rekening.

## Oorzaken bij mensen
Er zijn verschillende oorzaken voor verdrinking aan te wijzen:
- Niet kunnen zwemmen. Dit geldt vaak voor zeer jonge kinderen en voor volwassenen die door welke reden dan ook niet hebben leren zwemmen of er niet (meer) toe in staat zijn.
- Dronkenschap of drugsgebruik
- (Over)vermoeidheid
- Spierkramp
- Onderkoeling
- Verwonding (duiken en met het hoofd op rotsen slaan)
- Giftige zeedieren (bijvoorbeeld kubuskwallen, kegelslakken, het Portugees oorlogsschip of de grote blauwring-octopus)
- Decompressieziekte
- Weggevoerd of onder water gesleept worden door (getijde)stromingen
- Ongeluk (door het ijs zakken, auto raakt te water, duikongeval)
- Ramp (schipbreuk, overstroming)
- Misdrijf
- Zelfmoord
- Epilepsie

Bij zogenaamde secundaire verdrinking komt vloeistof in de longen zonder dat er sprake is van onderdompeling. Dit kan vocht van buitenaf zijn, maar meestal betreft het longoedeem veroorzaakt door beschadiging van de bloedvaten in de longen. Bij chemische oorlogsvoering, zoals in de Eerste Wereldoorlog, is de oorzaak daarvan het inademen van corrosieve strijdgassen.

## Verdrinkingsproces
Een verdrinkingsproces duurt 3 à 7 minuten, waarvan maximaal 3 minuten bij bewustzijn. Voor de verdrinking zelf (die begint met de onderdompeling) kunnen twee voorfasen optreden, indien het slachtoffer bij bewustzijn te water raakt.

### Noodfase
De zwemmer is in ernstige nood maar kan nog rationeel handelen en zijn mond boven water houden. Hij zal spartelen, om hulp roepen, of uit het water proberen te komen.

### Het optreden van verdrinkingsreflexen
Het is een misvatting dat alle verdrinkende slachtoffers om hulp schreeuwen en spartelen; vaak doen ze dit niet. 
Vlak voor de onderdompeling zelf treedt een aantal reflexen op waarbij het lichaam een laatste poging onderneemt om lucht te bekomen. Het slachtoffer trappelt (ongericht) met de armen en benen, kantelt het hoofd achterover en probeert naar lucht te happen. Het slachtoffer lijkt te watertrappelen of te zwemmen maar komt niet vooruit. De ogen staan vaak glazig en de gezichtsuitdrukking is angstig. Omdat een en ander reflexmatig gebeurt en de mond te dicht bij het water is, kan het slachtoffer niet (meer) schreeuwen. Badmeesters en strandwachten worden getraind dit gedrag te herkennen, maar voor de onervaren zwemmer komt dit bedrieglijk over als normaal gedrag, het slachtoffer lijkt te watertrappelen. Iemand kan dus verdrinken in een zwembad terwijl de zwemmers om hem heen niets in de gaten hebben. 
Bovengenoemd gedrag is een aanwijzing dat de persoon binnen een minuut zal verdrinken en een signaal voor badmeesters, strandwachten en reddingswerkers om onmiddellijk in actie te komen. In deze fase is het volstrekt ondenkbaar dat het slachtoffer op eigen kracht uit het water komt, hij moet (snel) gered worden.

### Onderdompeling en verdrinking
Wanneer het slachtoffer niet gered wordt zal de onderdompeling volgen, waarbij de adem wordt ingehouden (duikreflex). Uiteindelijk hapt een mens zelfs onder water reflexmatig naar adem, hierdoor lopen vaak de longen vol water (natte verdrinking). Het water in de longen wordt opgenomen in de  bloedbaan, en het watervolume in het bloed neemt toe. De bloedcellen kunnen hier niet tegen en vallen uiteen waarbij het giftige kalium vrijkomt. Omdat het hart dat extra water op den duur niet meer kan rondpompen en door de kalium ontregeld raakt treedt er uiteindelijk een hartstilstand op. In ieder geval zullen de hersenen na verloop van tijd geen zuurstof meer aangeleverd krijgen, waardoor de (hersen)dood intreedt.
Bij een droge verdrinking sluit het strotklepje de longen af, waardoor hooguit wat water in de maag terechtkomt. De dood treedt ook hier uiteindelijk in door zuurstofgebrek.

## Factoren die van invloed kunnen zijn

### Droge/natte verdrinking
Zie hierboven.

### Zand
In zeewater komt het vaak voor dat het slachtoffer zand in zijn longen binnen krijgt, met verstikking of verdrinking tot gevolg.

### Zoet/zout water
- Bij zout water wordt er bloed naar de longen getrokken. Tot twee uur na de verdrinking is er nog kans om de essentiële levensfuncties weer op gang te krijgen
- Bij zoet water komt het water sneller in de bloedbaan terecht.

### Temperatuur
Hoe kouder het betreffende water is, hoe langer een drenkeling na het onder water geraken nog een kans heeft om te overleven, al hangt dit wel af van een tijdige redding. De lichaamsfuncties zijn dan op den duur zo traag geworden waardoor er minder energie wordt verbruikt en dus ook minder zuurstof (verbrandingsprocessen, metabolisme etc.). Daar staat tegenover dat iemand in koud water sneller onderkoeld kan raken en sneller het bewustzijn verliest.
Als bij de drenkeling verdrinking optreedt nádat het lichaam onderkoeld is geraakt, dan is er meer tijd beschikbaar om de drenkeling te redden.
Enkele artsen hanteren de regel dat iemand pas overleden kan worden verklaard als de lichaamstemperatuur weer normaal is (37°C). Het is echter wel mogelijk dat na reanimatie blijkt dat de drenkeling weer zelf kan ademen en vitale funties nog voldoende functioneren, hoewel de lichaamstemperatuur onder de 37°C ligt.

### Zuurstofgehalte
Als er nog geen zuurstoftekort was opgebouwd voordat het lichaam begon af te koelen, dan verhoogt dat eveneens de kans op overleving. Maar al in het eerste uur onder water treedt er zo’n gebrek op. Dat heeft toenemende hersenbeschadiging tot gevolg. Overleving na meer dan drie uur onder water is nog nooit beschreven.

## Verdrinking als straf
Verdrinking was in vroegere tijden een methode om de doodstraf te voltrekken. Verdrinking kon op verschillende manieren worden uitgevoerd. Soms werd een veroordeelde in een ton met water gestopt, waarna de ton werd dichtgespijkerd. Ook kwam het voor dat veroordeelden in het water werden gegooid, soms in een zak, soms met gewichten verzwaard. Na de Spaanse inname van Haarlem tijdens de Tachtigjarige Oorlog werden burgers van de stad rug aan rug aan elkaar vastgebonden en vervolgens in het Spaarne gegooid.
In de Lex Frisionum, een Friese wet uit de 8e eeuw, stond de dood door verdrinking als straf voor het wegnemen van een heilig voorwerp uit een tempel.
Wie in een heiligdom inbreekt en daar een van de heilige voorwerpen wegneemt, wordt naar de zee gevoerd, en op het zand, dat door de vloed bedekt wordt, worden zijn oren gekloofd, en wordt hij gecastreerd en ten offer gebracht aan de god, wiens tempel hij onteerde.
Waarschijnlijk werd deze straf voltrokken door de veroordeelde bij laagwater aan een paal te binden, waarna hij/zij bij het daarop volgende hoogwater verdronk.